# Sana Maulit Muli
Sana Maulit Muli é uma telenovela filipina produzida e exibida pela ABS-CBN, cuja transmissão ocorreu em 2007.

## Elenco
- Kim Chiu – Jasmin "Poknat" Sta. Maria
- Gerald Anderson – Travis "Bokbok" Johnson
- Erich Gonzales – Camille Soriano
- Jake Cuenca – Brandon Johnson
- Gloria Diaz – Monica Johnson
- Mark Bautista – Francis Marquez
- Mickey Ferriols – Emily Sta. Maria
- Tonton Gutierrez – George Soriano
- Michael de Mesa – Mang Andres